# Liste der Bodendenkmale in Giersleben
In der Liste der Bodendenkmale in Giersleben sind alle Bodendenkmale der Gemeinde Giersleben und ihrer Ortsteile aufgelistet. Grundlage ist die Veröffentlichung der Landesdenkmalliste mit Stand vom 25. Februar 2016.  Die Baudenkmale sind in der Liste der Kulturdenkmale in Giersleben aufgeführt.
| Denkmal-ID | Fundart          | Ortsteil   | Bezeichnung         | Zeitstellung | Lage                     | Bemerkungen | Bild |
| ---------- | ---------------- | ---------- | ------------------- | ------------ | ------------------------ | --- | ---- |
| 428300368  | besonderer Stein | Giersleben | Menhir „Blaue Gans“ | Neolithikum  | 5,0 km NW vom Ort (Lage) | Alte Lageangabe ca. 250 m falsch, von Ost nach West, Versetzung im Zuge der Wiederaufrichtung. Vgl. auch Menhir ‚Blaue Gans‘ bei Aschersleben, (428311116)! |      |